# Гладвин (Мичиген)
Гладвин (Мичиген) (енгл. Gladwin) град је у америчкој савезној држави Мичиген. По попису становништва из 2010. у њему је живело 2.933 становника.

## Демографија
Према попису становништва из 2010. у граду је живело 2.933 становника, што је 68 (2,3%) становника мање него 2000. године.
| Група             | 2000.         | 2010.         |
| Белци             | 2.853 (95,1%) | 2.827 (96,4%) |
| Афроамериканци    | 7 (0,2%)      | 4 (0,1%)      |
| Азијати           | 32 (1,1%)     | 21 (0,7%)     |
| Хиспаноамериканци | 45 (1,5%)     | 33 (1,1%)     |
| Укупно            | 3.001         | 2.933         |